# CCDC88A
CCDC88A‏ (Coiled-coil domain containing 88A) هوَ بروتين يُشَفر بواسطة جين CCDC88A في الإنسان.